# Pomatorhinus montanus
Pomatorhinus montanus е вид птица от семейство Timaliidae.

## Разпространение
Видът е разпространен в Бруней, Индонезия, Малайзия и Тайланд.